# 유탄 (노래)
〈유탄〉(流れ弾 나가레타마[*])은 일본의 여성 아이돌 그룹 사쿠라자카46의 노래. 2021년 10월 13일에 사쿠라자카46의 세 번째 싱글로 소니 레코드에서 발매되었다.

## 개요
- 사쿠라자카46에 개명 후 전작인 〈BAN〉 발매 이후 6개월 만에 발매되는 세 번째 싱글이다.

### 내용주
1. ↑  케야키자카46 명의의 싱글 11번째(전달 한정 싱글을 포함)이다.